# 汕尾红海湾经济开发试验区
汕尾红海湾经济开发试验区是中国广东省汕尾市下辖的一个开发区，位于汕尾市区东部，1992年11月由广东省政府设立。下辖田墘街道、遮浪街道、东洲街道，面积88平方公里，人口9.2万人。